# 서울정심초등학교
서울정심초등학교(서울正心初等學校)는 대한민국 서울특별시 금천구에 있는 공립 초등학교이다.

## 학교 연혁
- 1982년 11월23일 초대 이훈민 교장 취임
- 1983년 5월 2일 서울정심국민학교로 개교
- 1996년 3월 2일 서울정심초등학교로 교명 개칭
- 2004년 12월30일 학교경영 우수학교 표창
- 2010년 12월15일 반부패•청렴시책 평가 우수학교
- 2011년 10월14일 서울형생태모델학교 교재원 준공
- 2011년 12월29일 자율장학우수학교교육감 표창
- 2012년 12월31일 환경교육 우수학교 표창
- 2013년 12월30일 학교 농원우수학교서울시장 표창
- 2014년 12월31일 환경교육 우수학교교육장 표창
- 2016년 12월31일 돌봄 교육 우수학교교육장 표창
- 2017년 12월28일 독서•토론•논술 우수학교 교육장 표창
- 2018년  3월 1일 제15대 김향숙 교장 취임
- 2018년 12월28일 보건교육 및 환경분야 우수학교 교육감 표창
- 2019년  3월 1일 서울정심초등학교병설유치원 개원
- 2019년  6월 3일 서울형건강증진학교 시범학교 운영

## 참고 자료
- 서울정심초등학교 - 한국교육학술정보원 학교알리미